# سیارک ۲۱۳۹۰
سیارک ۲۱۳۹۰ (به انگلیسی: 21390 Shindo، نامگذاری:1998FV28) بیست و یک هزار و سیصد و نودمین سیارک کشف شده‌است که در ۲۰ مارس ۱۹۹۸ کشف شد.
قدر مطلق سیارک برابر ۱۶.۲ است.